# Matthew H. Carpenter
Matthew Hale Carpenter, född 22 december 1824 i Washington County, Vermont, död 24 februari 1881 i Washington, D.C., var en amerikansk politiker. Han representerade delstaten Wisconsin i USA:s senat 1869-1875 och från 4 mars 1879 fram till sin död.
Carpenter föddes Decatur Merritt Hammond Carpenter i en liten stad i Vermont. Han gick med i demokraterna och var distriktsåklagare för Rock County, Wisconsin 1850-1854. Han bytte senare parti till republikanerna.
Carpenter efterträdde 1869 James Rood Doolittle som senator för Wisconsin. Han var tillförordnad talman i USA:s senat, president pro tempore of the United States Senate, 1873-1875. Han ville fortsätta i senaten men republikanerna i Wisconsin nominerade Angus Cameron i stället. Cameron efterträdde Carpenter i senaten i mars 1875.
Timothy O. Howe kandiderade 1879 till en fjärde mandatperiod i senaten. Republikanerna ville igen byta senator och den gången var det Carpenter som fick komma tillbaka till senaten. Han avled i ämbetet och efterträddes igen av Angus Cameron som hade varit hans kollega från Wisconsin i senaten.
Carpenters grav finns på Forest Home Cemetery i Milwaukee.